# Phlegopsis erythroptera
A Phlegopsis erythroptera a madarak osztályának verébalakúak (Passeriformes) rendjébe és a hangyászmadárfélék (Thamnophilidae) családjába tartozó faj.

## Rendszerezése
A fajt John Gould angol ornitológus írta le 1855-ben, a Formicarius nembe Formicarius erythropterus néven is.

## Alfajai
- Phlegopsis erythroptera erythroptera (Gould, 1855)
- Phlegopsis erythroptera ustulata Todd, 1927[2]

## Előfordulása
Bolívia, Brazília, Ecuador, Kolumbia, Peru és Venezuela területén honos. A természetes élőhelye a szubtrópusi vagy trópusi síkvidéki esőerdők és száraz szavannák. Állandó, nem vonuló faj.

## Megjelenése
Testhossza 17–18,5 centiméter, testtömege 50–58 gramm.

## Életmódja
A vándorhangyák által felzavart rovarokkal és más ízeltlábúak táplálkozik.

## Természetvédelmi helyzete
Az elterjedési területe rendkívül nagy, egyedszáma viszont csökken, de még nem éri el a kritikus szintet. A Természetvédelmi Világszövetség Vörös listáján nem fenyegetett fajként szerepel.